# Moerasvaren
De moerasvaren (Thelypteris palustris) is een kosmopolitisch verspreide varen uit de moerasvarenfamilie (Thelypteridaceae). De plant komt voor in moerassen en op vochtige plaatsen. In België is de soort zeldzaam. In Nederland is de plant algemener.

## Naamgeving en etymologie
- Synoniemen: Thelypteris thelypteroides (Michx.) Holub, Dryopteris thelypteris (L.) A.Gray
- Duits: Sumpffarn
- Engels: Marsh Fern, Eastern Marsh Fern
- Frans: Fougère des marais, Thélyptère des marais

De botanische naam Thelypteris is een samenstelling van Oudgrieks θῆλυς, thēlus (= vrouwelijk) en πτερίς, pteris (varen). De soortaanduiding palustris komt uit het Latijn en betekent 'moerasbewonend'.

## Kenmerken

### Plant
De moerasvaren is een overblijvende, kruidachtige plant met een lange, dunne en zwarte ondergrondse wortelstok waaruit met enige tussenafstand alleenstaande bladen opschieten. Het geheel geeft een slordige indruk van door en over elkaar groeiende bladen. Er zijn twee types bladen, vruchtbare bladen en onvruchtbare bladen. De onvruchtbare bladen verschijnen in mei en juni. De vruchtbare bladen volgen in juli.

### Bladen
De bladen zijn helder groen. Er is slechts weinig verschil tussen de twee typen bladen. Ze zijn lancetvormig, onderaan afgeknot en bovenaan tot een spits uitgerekt, en dubbel geveerd. De onvruchtbare bladen zijn tot 60 cm lang, teer gebouwd en hebben brede bladslippen. De vruchtbare bladen zijn tot 1 m lang en steviger maar hebben smallere slipjes die naar onder omgekrulde bladranden hebben.
De lengte van de bladsteel is ongeveer een derde van het blad. De bladsteel is dun en nauwelijks bezet met schubben.

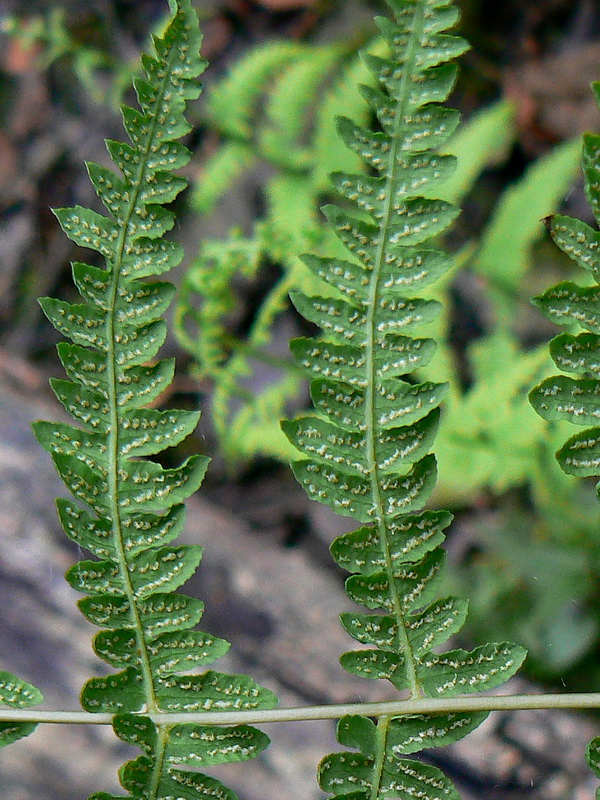
Blad van een moerasvaren met sporenhoopjes

### Sporenhoopjes
De sporenhoopjes zijn klein en rond, afgedekt met een teer dekvliesje en halverwege tussen de nerf en de bladrand liggend. Ze worden gedeeltelijk beschermd door de omgekrulde bladrand. De sporen zijn rijp van juli tot oktober.

## Ecologie
De moerasvaren is vooral te vinden op natte, mesotrofe tot eutrofe plaatsen zoals laagveen, beek- en duinvalleien, moerassen, elzenbroeken en rietlanden. Soms komt de soort voor op oude, vochtige muren. De plant komt meestal voor in de halfschaduw en de schaduw, maar de plant kan ook in volle zon staan.

### Plantensociologie
Moerasvaren is een kensoort van het moerasvaren-elzenbroek (Thelypterido-Alnetum), een associatie uit het verbond van elzenbroekbossen (Alnion glutinosae).

## Verspreiding
Het verspreidingsgebied van de moerasvaren omvat de koude en gematigde streken van het noordelijk halfrond.
In België is de plant zeldzaam in de Kempen. De plant in de rest van België zeer zeldzaam. In Nederland is de plant vrij algemeen in het Laagveendistrict (Friesland, Holland) en in Noord-Brabant. Elders is de soort zeldzaam.

## Verwante en gelijkende soorten
De moerasvaren heeft geen verwanten van hetzelfde geslacht in België en Nederland. De stippelvaren (Oreopteris limbosperma) en de smalle beukvaren (Phegopteris connectilis) maken eveneens deel uit van de moerasvarenfamilie, maar dat zijn typische bosvarens die nauwelijks met de moerasvaren kunnen verward worden.
Alleen de kamvaren (Dryopteris cristata) komt in hetzelfde biotoop voor, doch die heeft een duidelijk andere bladvorm en een veel langere steel. Van alle andere varens verschilt de moerasvaren door de verspreid staande bladen die elk apart uit de wortelstok ontspringen.

## Zeldzaamheid en bescherming
De moerasvaren staat op de Vlaamse Rode Lijst (planten) vermeld als zeldzaam tot zeer zeldzaam. Op de Nederlandse Rode Lijst (planten) staat de soort niet vermeld.
De voornaamste bedreiging voor de moerasvaren is de vernietiging van zijn biotoop door de toenemende verdroging en door de omzetting naar meer economisch interessante vegetaties, zoals bos.